# Пйотр Влодкович
Пйотр Влодкович, або Пйотр Влодек на Харбіновичах (пол. Charbinowicze, нині пол. Charbinowice) та Оґродзенця (пол. Ogrodzieniec) — польський урядник в Українських землях Королівства Польського.

## Життєпис
Батько — Влодек на Харбіновицях, люблінський староста, краківський чесник. Мати — дружина батька Ельжбета. Мав братів Станіслава, Бартоша.
Посади (уряди): подільський намісник, староста снятинський, галицький (у джерелах — 1401—1404), теребовельський (1410-11), львівський (1425—1427 роки); сандомирський підстолій. Денис Зубрицький у «Хроніці міста Львова» вказував, що 25 травня 1409 року Пйотр Влодкович (Влодек) придбав село Сихів у його власників Івана Русина і його дружини Оксани за 50 кіп грошів руських, яке в 1411 році продав Сихів Йоаннові з Бутрави (пол. de Butrawa), панові на Зубрі, за 60 кіп грошів руських і коня вартістю 4 копи. 28 жовтня 1411 року знову купив Сихів в Івана та його батька Івана з Обехова вже за 170 кіп грошей. 14 вересня 1412 року П. Влодек остаточно продає Сихів Іванові з Зубри за 130 кіп грошів.

### Сім'я
Дружина невідома. Діти:
- Ян — львівський підстолій, галицький каштелян,
- Миколай на Княгиничах і Дідилові (Дідиловський[7]),[8] за згодою братів продав у 1449 році за 500 гривень Товсте шваґру Миколаю Параві,
- Марцін,
- Ельжбета, чоловік — Міхал Бучацький,
- Барбара, чоловік — Миколай з Гологорів гербу Дембно, галицький каштелян ,
- Анна, чоловік — галицький староста Миколай Парава гербу Огоньчик (Повала).